# Забута мелодія
«Забута мелодія» (пол. Zapomniana melodia) — польський чорно-білий музичний фільм, комедія 1938 року.

## Сюжет
Геленка, дочка власника косметичної фабрики «Роліч», випадково знайомиться зі Стефаном, племінником професора музики. Професор дає їй уроки музики. Стефан вирішує прикинутися дядьком. Батько Геленки думає, що він із конкуруючої фірми косметики Роксі.

## У ролях
- Олександр Жабчинський — Стефан Франкевич
- Хелена Гроссувна — Геленка Ролічівна
- Антоні Фертнер — Роліч, батько Геленки
- Міхал Зніч — професор Франкевич, дядько Стефана
- Аліна Желіська — Лілі Фонтеллі
- Ядвіга Анджеєвська — Ядзя
- Рената Радоєвська — Рена
- Станіслав Селянський — Яжомбек
- Владислав Грабовський — фабрикант
- Юзеф Орвід — кур'єр